# Loparex
Loparex ist ein US-amerikanischer Hersteller von Silikon-Trennfolien, Trennpapieren und technischen Folien. Das Unternehmen beliefert Kunden der Märkte Medizin, Industrie, Klebebänder, Grafik, Hygiene, Etiketten und Verbundwerkstoffe.  Loparex vertreibt seine Produkte in über 50 Ländern und hat Standorte in Nordamerika, Europa und Asien.

## Geschichte
Die Geschichte des Unternehmens Loparex begann in Finnland im Jahr 1906 als Zellulosefabrik. Die Sulfatzellstoffmühle in Lohja, Pitkäniemi, wurde unter dem Namen Loja Cellulosa-fabriks Ab gegründet, wobei das Unternehmen später in Lohjan Paperi umbenannt wurde.
Anfang der 1970er Jahre begann Loparex mit der Produktion von silikonisierten Folien. Im Jahr 1985 übernahm Loparex zunächst den englischen Silikonisierer Sterling Coated Materials und akquirierte dann 1998 den amerikanischen Papierhersteller Daubert Coated Products. Um den indischen Markt zu erweitern, wurde 2001 das Joint Venture Kaygee-Loparex gegründet. Weitere Übernahmen folgten im Jahr 2001 mit dem Silikonisierer Rexam Release, seitdem das Unternehmen unter dem Namen Loparex firmiert, und 2006 mit dem Folien- und Papierhersteller Douglas-Hanson.
Im Rahmen des Kapazitätsausbaus in den asiatischen Ländern wurde ein Werk in China eröffnet und 2015 Kaygee-Loparex vollständig in Loparex integriert.
2019 wurde Loparex im Rahmen eines Management-Buyout durch den Investor Pamplona gekauft und mit der Firma Infiana fusioniert. Die Firma Infiana Infiana agiert nun unter dem Namen Loparex Germany GmbH & Co KG.

## Namensbedeutung
Der Unternehmensname „Loparex“ wurde 2001 ausgewählt, als die damalige Lohjan Paperi Group das Unternehmen Rex am Release vom britischen Verpackungsmittel- und Getränkedosenhersteller Rexam plc erwarb.

## Standorte
Hauptquartier: Cary, North Carolina, USA
Produktionsstandorte USA:
- Eden, North Carolina
- Hammond, Wisconsin
- Malvern, Pennsylvania
- Iowa City, Iowa

Produktionsstandorte Europa:
- Forchheim, Deutschland[6]
- Apeldoorn, Holland

Produktionsstandorte Asien:
- Guangzhou, China
- Silvassa, Indien

Verkaufsbüros Asien:
- Shanghai, China
- Mumbai, Indien